# Renate Culmberger

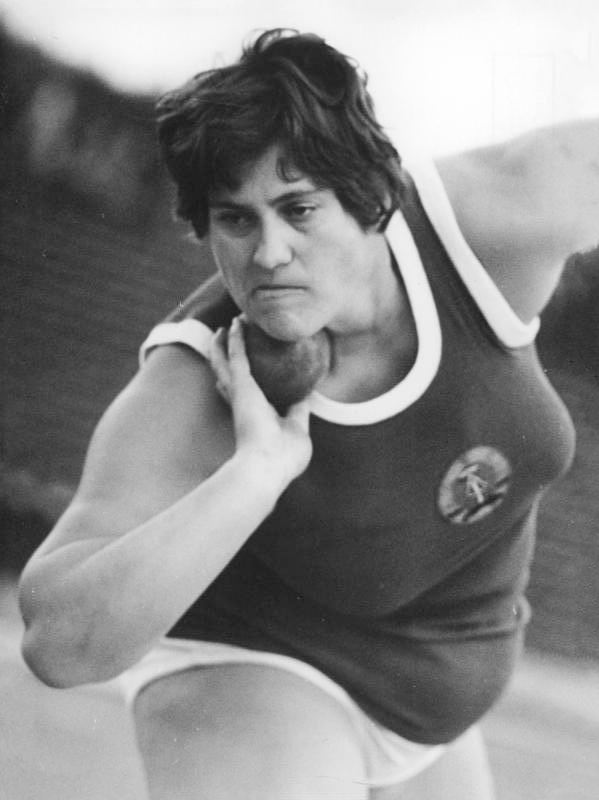

Renate Boy, född och känd som Renate Garisch-Culmberger, född 24 januari 1939 i Pillau, Ostpreussen, Tyskland (nuvarande Baltijsk i Ryssland), död 5 januari 2023 i Börgerende, Mecklenburg-Vorpommern, var en tysk friidrottare inom kulstötning som tävlade för Östtyskland.
Hon blev olympisk silvermedaljör i kulstötning vid sommarspelen 1964 i Tokyo.